# 劉之蒙
劉之蒙（1529年—？），字淑正，號默菴，順天府霸州人，民籍，明朝政治人物。

## 生平
嘉靖三十一年（1552年）壬子科順天府鄉試第一百二十名舉人。嘉靖四十一年（1562年）中式壬戌科會試第二百九十八名，三甲第十八名進士。授濟南府推官，隆慶時任山西僉事。復除四川佥事，六年（1572年）七月调任陕西，萬曆元年（1573年）九月调任河南，分巡河北道。

## 家族
曾祖劉源，義官；祖父劉璲，七品散官；父劉偉，縣主簿。母任氏；繼母張氏。严侍下。弟劉起蒙。